# Migración animal

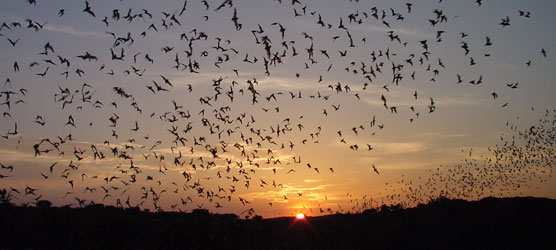
Murciélagos guaneros en su larga migración aérea.

La migración de animales es el desplazamiento de animales a distancias relativamente largas, generalmente por temporadas. Es la forma de migración más común en la ecología. Se encuentra en los principales grupos de animales, incluidos aves, mamíferos, peces, reptiles, anfibios, insectos y crustáceos. El desencadenante de la migración puede ser el clima local, la disponibilidad local de alimentos, la estación del año o por motivos de apareamiento.
Para ser definida como una verdadera migración, y no solo como una dispersión o irrupción local, el movimiento de los animales debe ser anual o estacional, como las aves del hemisferio norte que migran hacia el sur durante el invierno; ñus que migran anualmente para el pastoreo estacional; o un cambio importante de hábitat como parte de su vida, como el salmón común joven o la lamprea marina que abandonan el río de su nacimiento cuando alcanzan unas pocas pulgadas de tamaño.

## Visión general

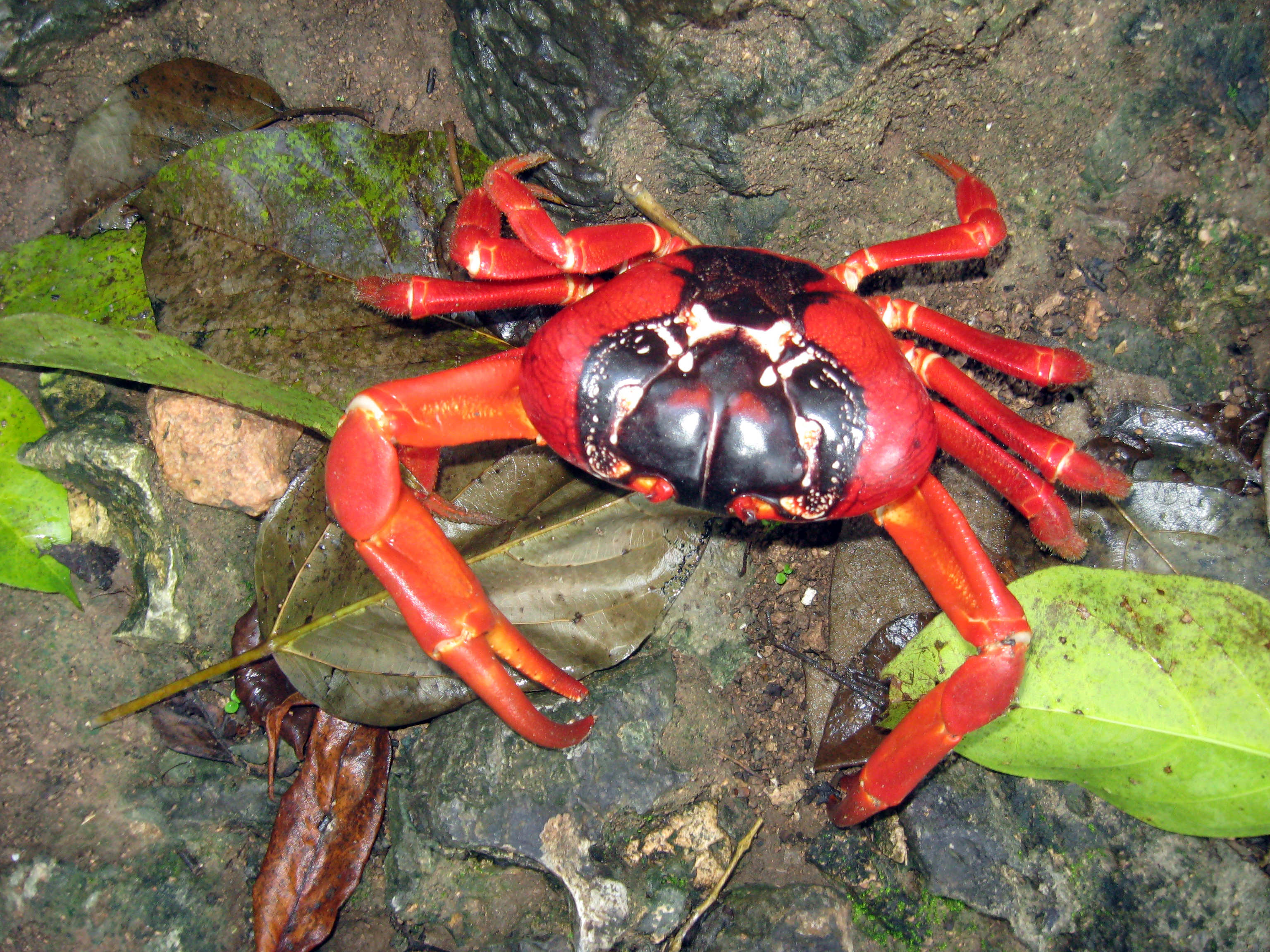
Migración de un cangrejo rojo de la Isla de Navidad.

La migración puede tomar formas muy diferentes en diferentes especies y, como tal, no existe una definición simple aceptada de migración. Una de las definiciones más utilizadas, propuesta por Kennedy es:

El comportamiento migratorio es un desplazamiento persistente y resoluto efectuado por los propios esfuerzos locomotores del animal o por su embarque activo en un vehículo. Depende de alguna inhibición temporal de las respuestas de mantenimiento de posición, pero promueve su desinhibición y recurrencia eventuales.

La migración abarca cuatro conceptos relacionados: movimiento recto persistente; reubicación de un individuo en una escala mayor (tanto espacial como temporalmente) que sus actividades diarias normales; movimiento estacional de ida y vuelta de una población entre dos áreas; y movimiento que conduce a la redistribución de individuos dentro de una población. La migración puede ser obligatoria, lo que significa que los individuos deben migrar, o facultativa, lo que significa que los individuos pueden «elegir» migrar o no. Dentro de una especie migratoria o incluso dentro de una sola población, a menudo no todos los individuos migran. La migración completa es cuando todos los individuos migran, la migración parcial es cuando algunos individuos migran y otros no, y la migración diferencial es cuando la diferencia entre individuos migratorios y no migratorios se basa en la edad o el sexo (por ejemplo).
Si bien la mayoría de los desplazamientos migratorios ocurren en un ciclo anual, algunos desplazamientos diarios también se conocen como migración. Muchos animales acuáticos realizan una migración vertical diaria, viajando unos cientos de metros hacia arriba y hacia abajo de la columna de agua, mientras que algunas medusas realizan migraciones horizontales diarias, viajando unos cientos de metros a través de un lago.
Las migraciones irregulares (no cíclicas), como las irrupciones, pueden ocurrir bajo la presión de la hambruna, la superpoblación de una localidad o alguna influencia más oscura.
La migración estacional es el desplazamiento de varias especies de un hábitat a otro durante el año. La disponibilidad de recursos cambia según las fluctuaciones estacionales, que influyen en los patrones de migración. Algunas especies, como el salmón del Pacífico, migran para reproducirse; todos los años nadan río arriba para aparearse y luego regresan al océano. La temperatura es un factor determinante de la migración que depende de la época del año. Muchas especies, especialmente aves, migran a lugares más cálidos durante el invierno para escapar de las malas condiciones ambientales.
La migración circadiana es donde las aves utilizan el ritmo circadiano (RC) para regular la migración tanto en otoño como en primavera. En la migración circadiana se utilizan relojes de patrones circadianos (diarios) y circanuales (anuales) para determinar la orientación de las aves tanto en el tiempo como en el espacio a medida que migran de un destino a otro. Este tipo de migración es ventajoso en aves que durante el invierno permanecen cerca del ecuador, y también permite monitorear la memoria auditiva y espacial del cerebro de las aves para recordar un sitio óptimo de migración. Estas aves también tienen mecanismos de cronometraje que proporcionan a las aves la distancia necesaria para viajar para llegar a su destino. Para regular los patrones de migración de estas aves, se utiliza el reloj circadiano de los mamíferos. Este reloj permite a las aves determinar cuándo es el momento adecuado para migrar, qué ubicación les ayudará mejor a regular su metabolismo y si los viajes por tierra o agua serán más ventajosos.
La migración de marea es el uso de las mareas por parte de los organismos para moverse periódicamente de un hábitat a otro. Este tipo de migración se utiliza a menudo para encontrar comida o pareja. Las mareas pueden transportar organismos horizontal y verticalmente desde unos pocos nanómetros hasta incluso miles de kilómetros. La forma más común de migración de las mareas es hacia y desde la zona intermareal durante los ciclos de marea diarios. Estas zonas suelen estar pobladas por muchas especies diferentes y son ricas en nutrientes. Organismos como cangrejos, nematodos, peces pequeños, corales y otras especies se desplazan hacia estas áreas a medida que las mareas suben y bajan normalmente cada doce horas. Los movimientos del ciclo están asociados con la búsqueda de alimento de especies marinas y de aves. Por lo general, durante la marea baja, las especies más pequeñas o más jóvenes emergerán para alimentarse porque pueden sobrevivir en aguas menos profundas y tienen menos posibilidades de ser presas. Durante la marea alta, se pueden encontrar especies más grandes debido al agua más profunda y la afluencia de nutrientes de los movimientos de las mareas. La migración de marea a menudo se ve facilitada por las corrientes oceánicas.

## Grupos específicos
Los diferentes tipos de animales migran de diferentes formas:

### Aves

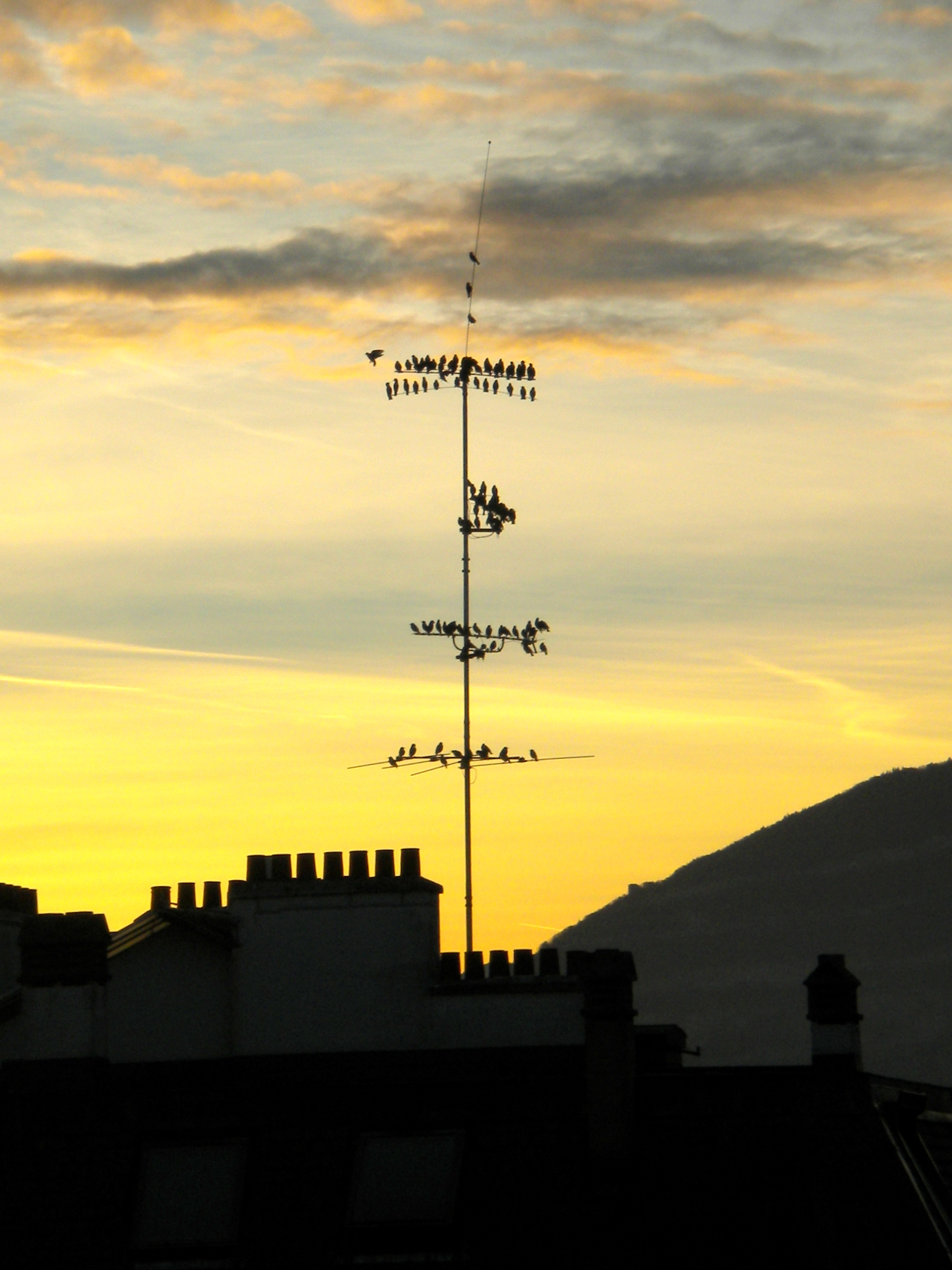
Bandadas de aves que se reúnen antes de la migración hacia el sur.

Aproximadamente 1800 de las 10 000 especies de aves del mundo migran y recorren largas distancias cada año en respuesta a las estaciones. Muchas de estas migraciones son de norte a sur, con especies que se alimentan y reproducen en latitudes altas del norte durante el verano y se desplazan algunos cientos de kilómetros al sur durante el invierno. Algunas especies amplían esta estrategia para migrar anualmente entre los hemisferios norte y sur. El charrán ártico es famoso por su forma de migrar; vuela desde sus zonas de reproducción en el Ártico al Antártico y viceversa cada año, una distancia de al menos 19 000 km, lo que le da dos veranos cada año.

### Peces

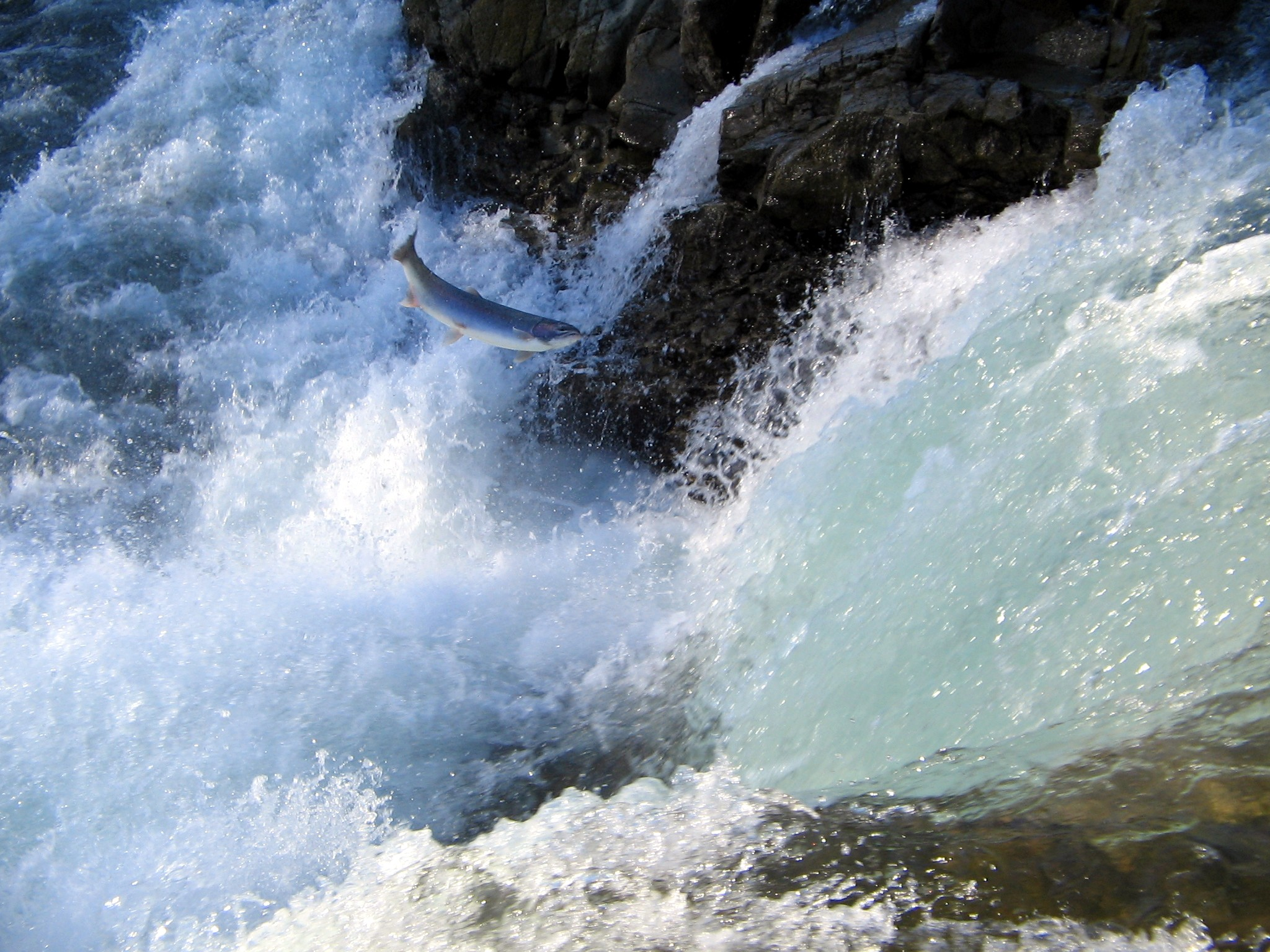
Muchas especies de salmón migran río arriba para desovar.

La mayoría de las especies de peces realizan desplazamientos relativamente limitados, permanecen en una sola área geográfica y realizan migraciones cortas para pasar el invierno, desovar o alimentarse. Algunos cientos de especies migran largas distancias, en algunos casos miles de kilómetros. Aproximadamente 120 especies de peces, incluidas varias especies de salmón, migran entre el agua salada y el agua dulce (son 'diádromos').
Los peces forrajeros como el arenque y el capelán migran alrededor de partes sustanciales del océano Atlántico norte. El capelán, por ejemplo, desova alrededor de las costas sur y oeste de Islandia; sus larvas se desplazan en el sentido de las agujas del reloj alrededor de Islandia, mientras que los peces nadan hacia el norte hacia la isla de Jan Mayen para alimentarse y regresan a Islandia en paralelo a la costa este de Groenlandia.
Durante la migración de la sardina, miles de millones de sardinas del sur de África Sardinops sagax desovan en las frías aguas del Banco de las Agujas y se mueven hacia el norte a lo largo de la costa este de Sudáfrica entre mayo y julio.

### Insectos

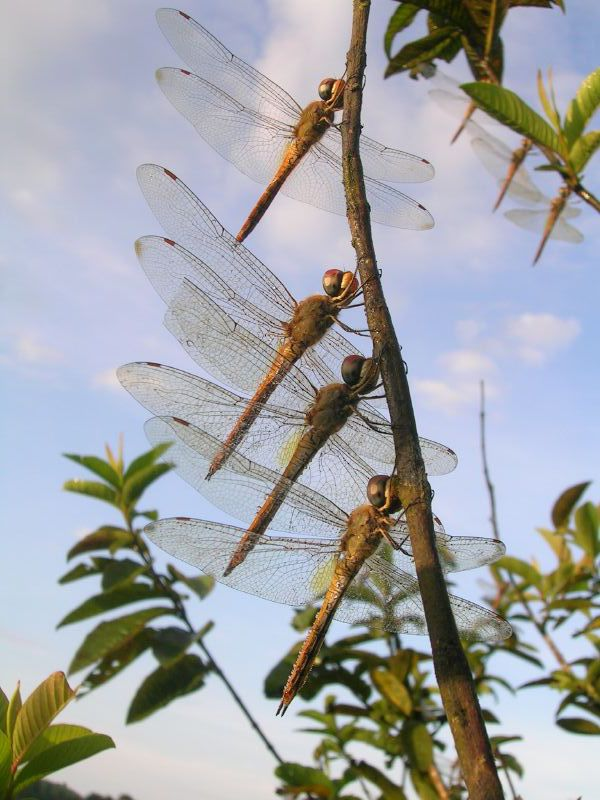
Una congregación de libélulas migratorias Pantala flavescens, conocidas como libélula rayadora naranja, en Coorg, India.

Algunos insectos alados como las langostas y ciertas mariposas y libélulas con fuerte vuelo migran largas distancias. Entre las libélulas, las especies de Libellula y Sympetrum son conocidas por la migración masiva, mientras que Pantala flavescens, conocida como la libélula rayadora naranja, hace el cruce oceánico más largo de cualquier insecto, entre la India y África. Excepcionalmente, enjambres de langostas del desierto, Schistocerca gregaria, volaron 4500 km hacia el oeste a través del Océano Atlántico durante octubre de 1988, utilizando corrientes de aire en la zona de convergencia intertropical.
En algunas mariposas migratorias, como la mariposa monarca y la vanesa de los cardos, ningún individuo completa toda la migración. En cambio, las mariposas se aparean y se reproducen durante el viaje, y las generaciones sucesivas viajan a la siguiente etapa de la migración.

### Mamíferos

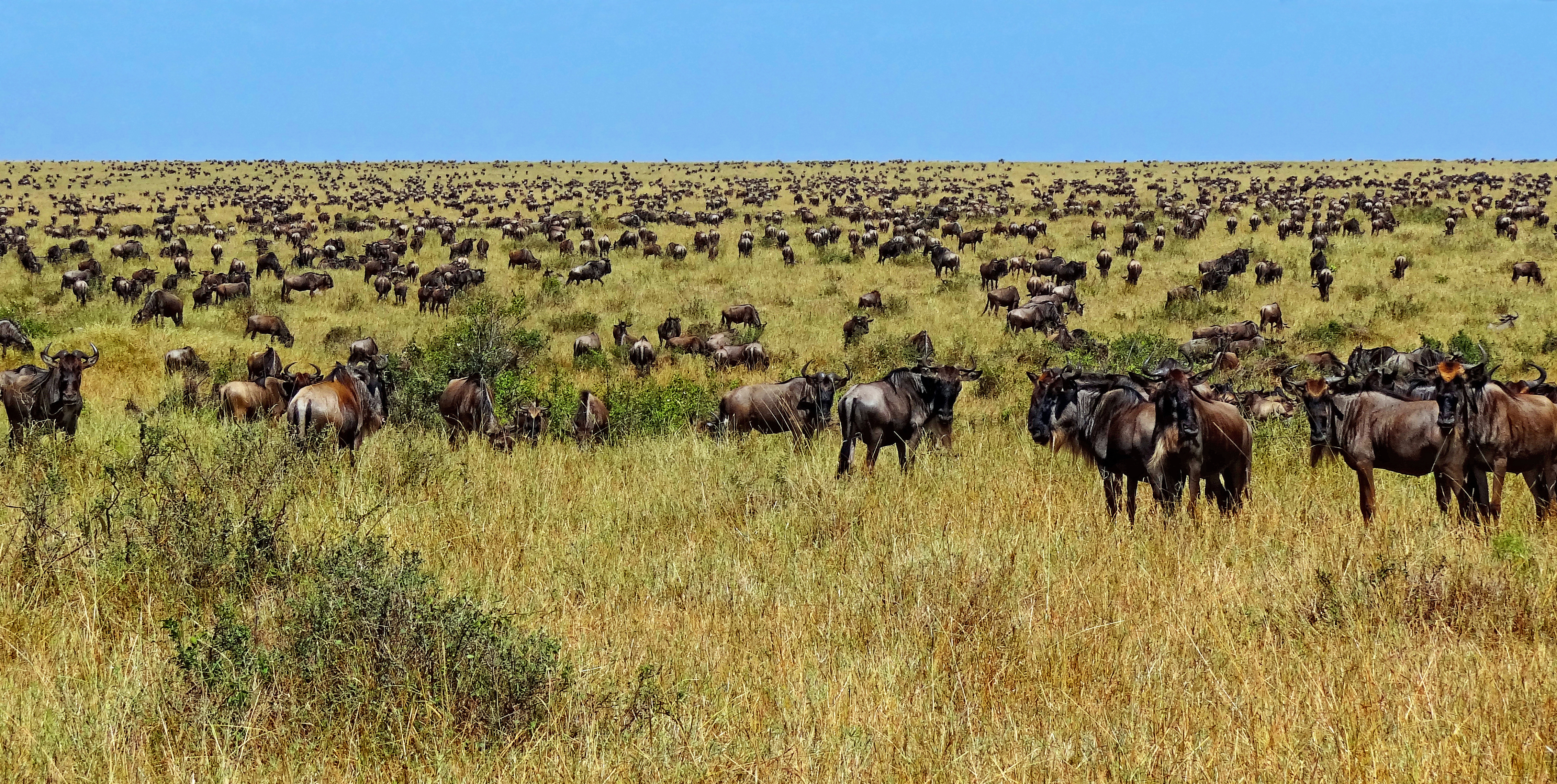
Ñus en la 'gran migración' del Serengeti.

Algunos mamíferos exhiben migraciones extraordinarias, y el caribú tiene una de las migraciones terrestres más largas conocidas en el planeta, alcanzando hasta 4868 km/año en América del Norte. Sin embargo, en el transcurso de un año, los lobos grises son los que más se mueven. Un lobo gris, en particular, cubrió una distancia anual acumulada total de 7247 km.
La migración masiva ocurre en mamíferos como la 'gran migración' del Serengeti, un patrón circular anual de movimiento con alrededor de 1,7 millones de ñus y cientos de miles de otros animales de caza mayor, como gacelas y cebras. Un estudio de la literatura en 2009 encontró más de 20 especies que participan, o solían participar, en migraciones masivas. De estas migraciones, han cesado las de la gacela saltarina, el ñu negro, el blesbok, el órix blanco y el kulan turcomano. En algunos murciélagos ocurren migraciones de larga distancia, en particular la migración masiva del murciélago guanero entre Oregón y el sur de México. La migración es importante en los cetáceos, incluidas las ballenas, los delfines y las marsopas.

### Otros animales
Algunos reptiles, especialmente las tortugas marinas, y los anfibios migran. Algunos crustáceos migran, de manera más espectacular el cangrejo rojo de la Isla de Navidad, que se mueve en masa cada año por millones.

## Seguimiento de la migración

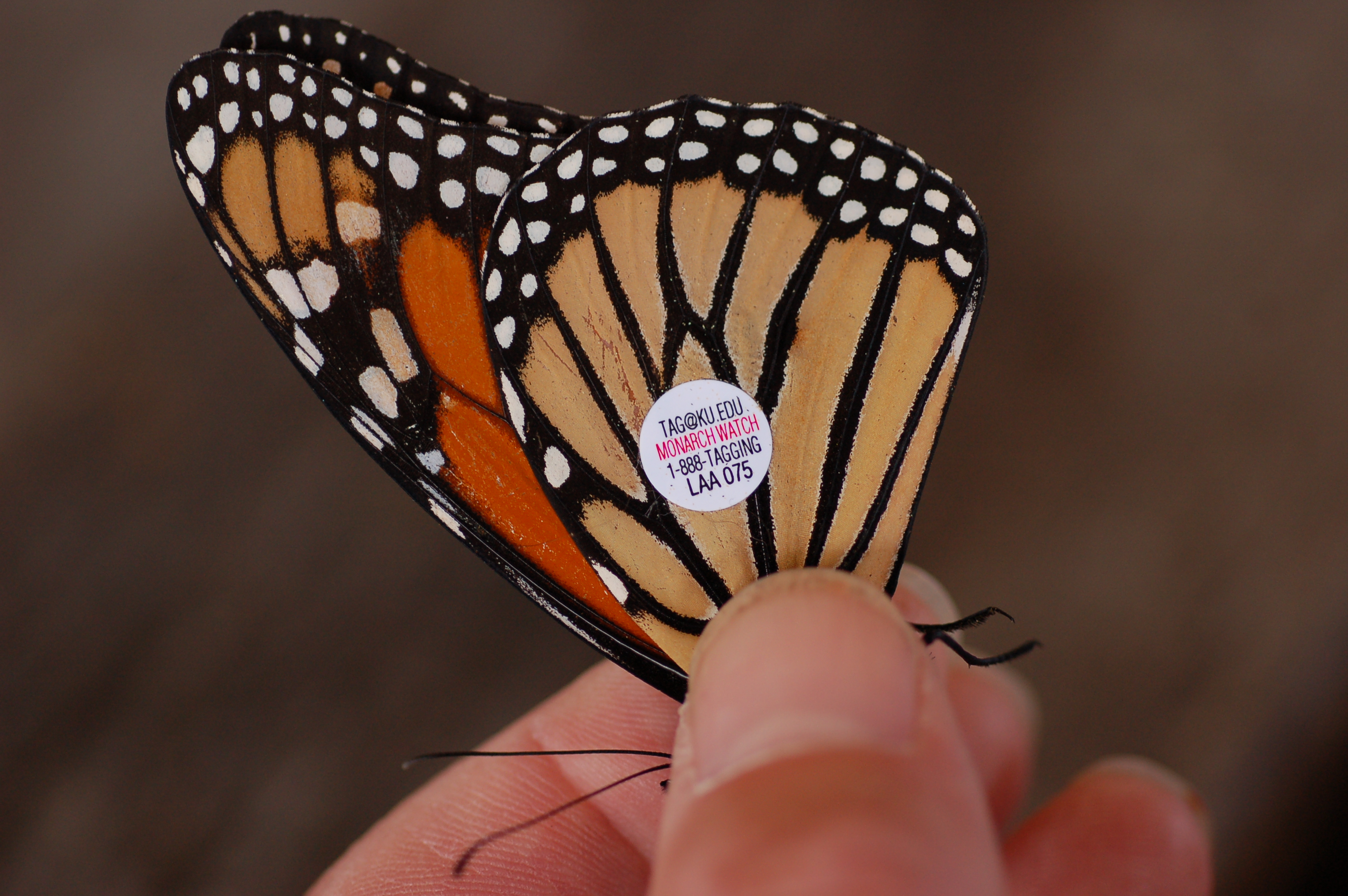
Una mariposa migratoria, una monarca, etiquetada para su identificación.

Los científicos recopilan observaciones de la migración animal al rastrear sus movimientos. Los animales se rastrearon tradicionalmente con etiquetas de identificación, como anillos de aves, para su posterior recuperación; no se obtuvo información sobre la ruta real que se siguió entre la liberación y la recuperación y, en general, solo se recuperó una pequeña fracción de los individuos marcados. Por lo tanto, son más convenientes los dispositivos electrónicos tales como collares de seguimiento por radio que pueden ser seguidos por radio, ya sea de mano, en un vehículo o avión, o por satélite. Las etiquetas pueden incluir un receptor GPS, lo que permite transmitir posiciones precisas a intervalos regulares, pero estos son inevitablemente más pesados y más caros que los dispositivos sin GPS. Una alternativa es la etiqueta Argos Doppler, también llamada 'Terminal Transmisor de Plataforma' (PTT) que envía regularmente a los satélites Argos en órbita polar; utilizando el desplazamiento Doppler, la ubicación del animal se puede estimar, relativamente aproximadamente en comparación con el GPS, pero a menor costo y peso.
Se pueden colocar etiquetas de seguimiento por radio en insectos, incluidas libélulas y abejas..

## En la cultura
Antes de que se entendiera la migración animal, surgieron diversas explicaciones folclóricas y erróneas para dar cuenta de la desaparición o llegada repentina de aves a una zona. En la antigua Grecia, Aristóteles propuso que los petirrojos se convertían en colirrojos cuando llegaba el verano. En los bestiarios y manuscritos medievales europeos se explicaba que la barnacla cariblanca crecía como fruta en los árboles o se desarrollaba a partir de percebes sobre trozos de madera flotante. Otro ejemplo es la golondrina, que alguna vez se pensó, incluso por naturalistas como Gilbert White, que hibernaba bajo el agua, enterrada en las riberas fangosas de los ríos o en árboles huecos.

## Lectura adicional

### En general
- Aidley, D.J. (1981) Animal migration. Cambridge University Press.
- Baker, R.R. (1978) The Evolutionary Ecology of Animal Migration. Holmes & Meier Publishers.
- Dingle, H. (1996) Migration: The Biology of Life on the Move. Oxford University Press.
- Gauthreaux, S.A. (1980) Animal Migration, Orientation, and Navigation. Academic Press.
- Milner-Gulland, E.J., J.M. Fryxell, and A.R.E. Sinclair (2011) Animal Migration: A Synthesis. Oxford University Press.
- Rankin, M. (1985) Migration: Mechanisms and Adaptive Significance: Contributions in Marine Science. Marine Science Institute.
- Riede, K. (2002) Global Register of Migratory Species. With database and GIS maps on CD.

### En grupo específicos
- Alerstam, T. (1990) Bird migration. Cambridge University Press.
- Berthold, P. (2003) Avian migration. Springer.
- Drake, V.A. and Gatehouse, A. G. (1995) Insect migration: tracking resources through space and time. Cambridge University Press.
- Elphick, J. (1995) The atlas of bird migration: tracing the great journeys of the world's birds. Random House.
- Greenberg, R. and Marra, P.P. (2005) Birds of Two Worlds: The Ecology and Evolution of Migration. Johns Hopkins University Press.
- Harden Jones, F.R. (1968) Fish migration. St. Martin’s Press.
- Lucas, M.C. and Baras, E. (2001) Migration of freshwater fishes. Blackwell Science.
- McKeown, B.A. (1984) Fish migration. Timber Press.

### Para niños
- Gans, R. and Mirocha, P. How do Birds Find their Way? HarperCollins. (Stage 2)
- Marsh, L. (2010) Amazing Animal Journeys. National Geographic Society. (Level 3)